# Schenkon
Schenkon es una comuna suiza del cantón de Lucerna, situada en el distrito de Sursee a orillas del lago de Sempach. Limita al norte con la comuna de Geuensee, al este con Beromünster, al sureste con Eich, y al oeste con Sursee.